# Réparation statutaire d'Édimbourg
La réparation statutaire est un système de notification légale utilisé à Édimbourg, en Écosse (Royaume-Uni).

## Définition et contexte
La réparation statutaire est système de notification légale utilisé à Édimbourg, en Écosse. Il a été mis en place dans les années 1990, à la suite d'une série d'incidents qui ont abouti à un grave accident en 1999, au cours duquel une personne a été tuée. 
Les avis de réparations statutaires obligent les propriétaires à effectuer des réparations avec des constructeurs approuvés par le conseil municipal afin de protéger l'architecture d'une ville au patrimoine mondial. Ce système est unique à la ville d'Édimbourg. 
Cette notification légale signifie que le conseil peut faire exécuter des travaux de réparation sur les bâtiments de la ville afin de les empêcher de se détériorer, puis facture les travaux aux propriétaires. Le conseil conserve 15 % des coûts.

## Controverse et documentaire de la BBC
La valeur des notices légales émises par les géomètres du Conseil d’Edimbourg est passée de 9,2 millions de livres (environ 10,5 millions d'euros) en 2005 à plus de 30 millions de livres (environ 34,5 millions d'euros) en 2010.  
Le programme Scotland Investigates de la BBC, a réalisé un documentaire : le Scotland's Property Scandal.  Pour celui-ci, ils ont chargé un métreur, Gordon Murdie, et un ingénieur en structures, John Addison, d’examiner les réparations effectuées dans le cadre du système de notification légale. Selon eux, les résidents avaient été surchargés. La BBC a prétendu que les travaux avaient été confiés à des entrepreneurs non approuvés. 
Le Conseil d'Édimbourg a suspendu plusieurs employés du département de la conservation du bien à la suite de la diffusion du programme BBC le 20 septembre 2011 et a ouvert une enquête indépendante. Le Lothian and Borders Police (police des frontières) mène également une enquête pour fraude. 
En janvier 2012, au moins 650 plaintes avaient été reçues par le conseil [réf. nécessaire].  Une estimation suggère que le montant total de la surcharge (basé sur un chiffre de dix pour cent de la valeur des contrats de réparation des bâtiments depuis 2005) pourrait dépasser 13,5 millions de livres (environ 15,5 millions d'euros).

## Conséquences
En avril 2013 le système de notification de réparation statutaire a été supprimé pour tous les travaux, sauf les travaux d'urgence. 